# Santiago de Quirahuara (distrito)
Santiago de Quirahuara é um distrito do Peru, departamento de Huancavelica, localizada na província de Huaytará.

## Transporte
O distrito de Santiago de Quirahuara é servido pela seguinte rodovia:
- HV-120, que liga a cidade ao distrito de San Isidro
- HV-121, que liga a cidade ao distrito de Pilpichaca[1][2][3]